# کیپ وینگر
کیپ وینگر (انگلیسی: Kip Winger؛ زادهٔ ۲۱ ژوئن ۱۹۶۱) یک موسیقی‌دان اهل ایالات متحده آمریکا است. وی از سال ۱۹۷۸ میلادی تاکنون مشغول فعالیت بوده‌است.